# Susan Folkman
Susan Folkman, va néixer el 19 de març de 1938, és una psicòloga americana i professora emèrita d'universitat. Ella és coneguda pels seus treballs en psicologia cognitiva sobre l'estrés i el coping.

## Biografia
Obté el seu doctorat de psicologia l'any 1979, a la universitat de Califòrnia, a Berkeley, on va ensenyar fins al 1988, a continuació va estar a la universitat de San Francisco (UCSF). Susan Folkman va ser profesora a la facultat de medicina de San Francisco del 1990 al 2009, any en què acadèmicament es va jubilar. Des d'aleshores és professora emèrita.
Del 2001 al 2009, també va ser professora al Centre de Medicina Integrativa Osher.
Entre el 2001 i el 2004, Susan Folkman va treballar pel Consell Nacional de Salut Mental NIH/NIMH (National Advisory Mental Health). I també col·laborà amb diversos grups de recerca de l'Institut nacional de medicina i del NIH i va ser membre del despatx de l'Associació americana de psicologia.
Entre el 2002 i el 2005, va obtenir un escó a l'Acadèmia del centre de medicina integrativa (Academic Health Centers for Integrative Médicine). El mateix any, va participar en la conferència nord-americana sobre la medicina complementària i alternativa.

## Investigacions
Els seus treballs sobre el model transacional de l'estrés, el coping, i sobretot la seva obra Estrés, Evaluació i Coping (Stress, Appraisal and Coping), publicat al 1984 amb Richard Lazarus, professor de psicologia a la universitat de Califòrnia, a Berkeley, ha tingut una notorietat important. Els dos investigadors suggereixen que l'estrés pot ser après, no com un fenomen de naturalesa biològica (un stimulus), sino com una influència réciproca entre l'individu i el seu entorn. En aquest sentit, el mecanisme de l'estrés és considerat com una
«	transaction	»
entre la persona i el seu entorn. Per tal d'avaluar el grau d'aquesta interacció de l'individu amb el seu entorn, els dos investigadors es basen en dos elements: d'una part una avaluació de tipus cognitiu, és a dir, una estimació de l'efecte produït per un esdeveniment sobre l'individu, i d'altra part, la manera com l'individu s'afronta a l'ambient. Segons Susan Folkman i Richard Lazarus, per encarar-ho es posen en joc dos processos : primer un conjunt de mecanismes cognitius que tenen com a objectiu reduir l'estrés, i un comportament adaptatiu destinat a orientar l'estrés cap a una basant de tipus racional, o emocional.
Pels dos investigadors, el coping es defineix com un conjunt d'esforços cognitius i comportamentals en canvi continu per gestionar les demandes externes o internes evaluades com proves o excedents dels recursos personals.
Per aquest principi del coping establert pels dos psicòlegs inclou un moderador entre la interacció i els esdeveniments que provoquen l'estres i l'angoixa emocional.
Susan Folkman i Richard Lazarus han preparat una escala per mesurar el coping, la WCC on « Ways of Coping Checklist », traduïda a diverses llengües, entre elles, el francès.
D'altra banda, les investigacions de Susan Folkman han posats en evidència que les emocions positives poden tenir un paper important en la cura dels pacients de càncer. De manera més global, els treballs de la psicóloga americana han permes establir que aquest tipus de psicologia positiva pot intervenir significativement en el moment d'un procés de résiliencia.

## Publicacions
Aquesta llista, no-exhaustiva té l'objectiu de récapitular les principals publicacions de la psicòloga americana.
- (en) « An Analysis of Coping in a Middle-Aged Community Sample », Journal of Health and Social Behavior, vol. 21, no 3, septembre 1980, p. 219-239
- Stress, Appraisal, and Coping, avec Richard S. Lazarus, New York, Springer, 1984 ISBN 978-0826141910
- (en) « Personal control and stress and coping processes : A theoretical analysis. », Journal of Personality and Social Psychology, vol. 46, no 4, 1984, p. 839-852 (DOI http://dx.doi.org/10.1037/0022-3514.46.4.839, lire en ligne).
- (en) avec C. L. Park, « Meaning in the context of stress and coping. », Review of General Psychology, vol. 1, no 2, 1997, p. 115-144.
- (co-dir.) Ethics in research with human participants, avec Bruce D. Sales, APA, 2000 ISBN 978-1-55798-688-7
- The Oxford handbook of stress, health, and coping, Oxford/New York, Oxford University Press, 2011 ISBN 9780195375343

## Reconeixements
- 2009 : docteur honoris causa de l'université d'Utrecht[cal citació]
- 2010 : Lifetime Achievement Award, California Psychological Association[cal citació]